# Masdevallia rubiginosa
Masdevallia rubiginosa là một loài thực vật có hoa trong họ Lan. Loài này được Königer mô tả khoa học đầu tiên năm 1980.